# Tlön, Uqbar, Orbis Tertius
Tlön, Uqbar, Orbis Tertius é um conto do escritor argentino Jorge Luis Borges. A história foi publicada pela primeira vez no jornal argentino Sur, em maio de 1940. O apêndice datado em 1947 é um anacronismo intencional, sete anos no futuro.
A narrativa em primeira pessoa conta sobre a descoberta de um país misterioso e possivelmente fictício chamado de Uqbar e de uma lenda corrente neste país sobre Tlön, um mundo mítico cujos habitantes vivem conforme uma espécie de idealismo subjetivo, negando a realidade de objetos e substantivos; bem como a revelação de Orbis Tertius, uma sociedade secreta responsável pela criação de ambos os locais.

## Temas principais

### Temas filosóficos
Através da fantasia ou ficção especulativa, a história divertidamente explora muitas questões e temas filosóficos. Estes incluem, acima de tudo, um esforço de Borges para imaginar um mundo (Tlön) onde o idealismo filosófico oitocentista de George Berkeley é visto como senso comum e a "doutrina do materialismo" é considerada uma heresia, um escândalo, e um paradoxo. Ao descrever as linguagens de Tlön, a história também brinca com a questão epistemológica de como a linguagem influencia quais pensamentos são possíveis. A história também contém várias metáforas sobre o modo como as ideias influenciam a realidade. Este último tema é primeiramente explorado inteligentemente pela descrição de objetos físicos sendo determinados a existir pela força da imaginação, mas depois retornando à obscuridade, como fascinação com a ideia de Tlön começar a distrair as pessoas para tomarem adequada atenção à realidade da terra.
Muito da história relaciona-se com o idealismo filosófico de George Berkeley, que questionou se é possível dizer que uma coisa existe se não é percebida. Berkeley, um bispo anglicano, resolveu a questão dizendo que a percepção onipresente de Deus assegura que objetos continuem a existir fora da percepção pessoal ou humana. A filosofia de Berkeley privilegia as percepções sobre qualquer noção da "coisa em si". Immanuel Kant acusou Berkeley de chegar a ponto de negar a realidade objetiva.
No mundo imaginário de Tlön, um exagerado idealismo berkeleyano sem Deus passa por senso comum. Os habitantes de Tlön reconhecem o primado das percepções e negam a existência de qualquer realidade oculta. Ao final da parte principal da história, imediatamente antes do pós-escrito, Borges estende isto em direção ao seu ponto de ruptura lógica imaginando que, "ocasionalmente, alguns pássaros, um cavalo, talvez, salvaram as ruínas de um anfiteatro" por continuarem a percebê-lo. Além do comentário da filosofia de Berkeley, este e outros aspectos da história de Borges podem ser tomados como comentários sobre a habilidade das ideias para influenciar a realidade. Por exemplo, em Tlön há objetos conhecidos como hrönir que aparecem quando duas pessoas diferentes encontram o "mesmo" objeto perdido em diferentes lugares.
Borges imagina um Tlönite trabalhando a seu modo o problema do solipsismo raciocinando que, se todas as pessoas são na verdade aspectos de um único ser, então, talvez, o universo seja consistente porque aquele único ser é consistente em sua imaginação. Isto é, efetivamente, uma reconstrução próxima do Deus berkeleyano: talvez não onipresente, mas que traz junto de si todas as percepções que surgem.
Esta história não é o único lugar onde Borges ocupa-se do idealismo berkeleyano e da filosofia relacionada à fenomenologia do século 20. A fenomenologia privilegia fenômenos psíquicos sobre fenômenos físicos e "coloca em parênteses" a realidade objetiva como sendo incognoscível. No mundo de Tlön, assim como no ensaio de Borges chamado Nova refutação do tempo (1947), há uma negação do espaço, tempo, e do eu individual. Esta visão do mundo não meramente coloca em suspensão a realidade objetiva, mas também a divide separadamente em todos os seus momentos sucessivos. Mesmo a continuidade do eu individual é uma questão aberta.
Quando Borges escreve que "os metafísicos de Tlön não buscam a verdade, nem sequer a verossimilhança: buscam o assombro. Consideram que a metafísica é um ramo da literatura fantástica" ele pode ser visto tanto como a antecipação do extremo relativismo que fundamenta parte do pós-modernismo ou como um golpe àqueles que levam a metafísica muito a sério.

### Temas literários
A história também antecipa, em miniatura, muitas ideias-chave formais que foram depois esgotadas nas obras de Vladimir Nabokov. Num dado momento, Borges recebe a proposta de Adolfo Bioy Casares de escrever "um romance em primeira pessoa, cujo narrador omitisse ou desfigurasse os fatos e incorresse em diversas contradições", que, pode-se argumentar, antecipa a estratégia de Nabokov em Lolita (1955) e precisamente antecipa a estratégia de seu Fogo Pálido (1962). Ao mesmo tempo, a obsessão da Terra com Tlön na história de Borges antecipa o conceito central de Ada ou Ardor (1969), de Nabokov, onde o mundo do narrador tem uma obsessão similar com a Terra. Em ambas as obras, as pessoas do mundo do narrador tornam-se obcecadas por um mundo imaginário (Tlön/Terra) ao ponto de ficarem mais interessadas nesta ficção do que em suas próprias vidas. O paralelo não é perfeito: na história de Borges, o mundo do narrador é essencialmente nosso próprio mundo, e Tlön é uma ficção que gradualmente se introduz nele; no romance de Nabokov, o mundo do narrador é um mundo paralelo e a Terra é o nosso Planeta, mal compreendido como um lugar de paz e felicidade quase uniformes.
No contexto do mundo imaginário de Tlön, Borges descreve uma escola de crítica literária que arbitrariamente assume que duas obras são escritas pela mesma pessoa e, baseada nisto, deduz coisas sobre o autor imaginário. Isto é similar ao fim de "Pierre Menard, Autor do Quixote", no qual o narrador de Borges sugere que uma nova perspectiva pode ser aberta ao se tratar um livro como se tivesse sido escrito por um autor diferente.
A história também brinca com o tema do amor por livros em geral, e por enciclopédias e atlas em particular - livros que são, em algum sentido, mundos por si próprios.
Como muitas das obras de Borges, a história desafia os limites entre ficção e não-ficção. Menciona muitos seres históricos reais (Borges mesmo, seu amigo Bioy Casares, Thomas de Quincey, etc.), mas frequentemente atribui aspectos ficcionais a eles; a história também contém muitas personagens ficcionais e outras cuja factualidade podem ser colocadas em questão.

### Outros temas
"Tlön, Uqbar, Orbis Tertius" também ocupa-se de outros temas relacionados. A história começa e termina com questões sobre reflexão, replicação, e reprodução - ambas perfeitas e imperfeitas - e a questão relacionada ao poder da linguagem e das ideias para modelar ou remodelar o mundo. No início da história, temos um inquietante e grotesco espelho refletindo a sala, uma literal, mas tardia (e presumivelmente plagiada) reprodução da Enciclopédia Britânica, uma sagaz citação equivocada de Bioy Casares, e a questão sobre se alguém deve estar apto a acreditar se as várias cópias de um mesmo livro terão o mesmo conteúdo. Por fim, Borges está trabalhando numa tentativa de traduzir uma obra de língua inglesa ao espanhol, enquanto o poder das ideias de uma "dispersa dinastia de solitários" refaz o mundo à imagem de Tlön.
Ao longo do caminho temos espelhos de pedra; a ideia de reconstruir uma enciclopédia inteira de um mundo imaginário a partir de um único volume; a analogia desta enciclopédia com um "cosmos" governado por "leis estritas"; uma visão de mundo em que nossas noções normais das "coisas" são rejeitadas, mas na qual "são muitos os objetos ideais, convocados e dissolvidos no momento, conforme as necessidades poéticas"; o universo concebido como "a escritura de um deus subalterno para entender-se com o demônio" ou um "sistema codificado... no qual nem todos os símbolos têm significado"; hrönir, duplicatas de objetos chamados à existência por ignorância ou esperança, e onde "nos de décimo-primeiro, há uma pureza de formas que os originais não têm"; e o desejo de Ezra Buckley de "demonstrar a um Deus inexistente que os homens mortais foram capazes de conceber um mundo".
Borges também menciona en passant o sistema duodecimal (assim como outros), mas nunca comenta sobre o fato de que este é inerentemente uma refutação da mutabilidade das coisas devido à sua nomenclatura - um número pode ser renomeado sob um esquema diferente de contagem, mas seu valor sempre permanecerá o mesmo.